# 美咲あい
美咲 あい（みさき あい、1996年6月1日 - ）は日本の元ジュニアアイドル。2012年5月までワナップに所属していた。大阪府出身。相方は杏なつみ。

## 人物
2005年に小学3年生でワナップのモデルとしてデビューする。妹系アイドルとして有名であるが、実兄がいる。趣味・特技は絵画、タップダンスである。2009年6月に「あなたへ…」でソロCDデビュー。
2012年5月10日、学業との両立が困難になったことを理由にワナップを辞め、芸能界から引退することをブログにて発表した。

## 主な作品

### DVD
- 「天使の絵日記 涼風を送るやさしい瞳」(2005.11.18)
- 「天使の絵日記 あいくるしい素顔」(2006.2.20)
- 「天使の絵日記 南の島で光り輝く君の瞳」(2006.4.20)
- 「フルーツ・パフェ」(2006.6.30)
- 「あいあい」(2006.11.24)
- 「あいどる。」(2007.2.16)
- 「お兄ちゃんへ」(2007.5.24)
- 「美咲あい 11歳」(2007.8.17)
- 「美少女学園 Vol.39 美咲あい」(2007.10.25)
- 「すくすく」(2008.4.25)
- 「あいコレ！DVD「美」Beauty」
- 「あいコレ！DVD「咲」Bloom」
- 「ID☆L FARM 美咲あい…chu2！？」(2011.3.27)
- 「ID☆L FARM 美咲あい Take2」(2011.8.27)
- 「青春あいキップ」（2011年11月16日、アースゲート）

### DVD（合作）
- 「天使の絵日記 泡の中で優しく揺らめく夏の肌」(with 中島あかね) (2006.5.20)
- 「スク水オーディション 11 スクール水着編」(2006.5.30)
- 「スク水オーディション 11 ニコニコ水着編」(2006.5.30)
- 「美咲あい＆杏なつみ W11歳 SUMMER SPECIAL ザ·対決!!」(2007.6.22)

### 写真集
- あい☆こんたくと（2007年2月、心交社、撮影：土井一秀）ISBN 978-4-7781-0363-7

### グラビア
- ピュア☆カワ
- Sho→Boh
- 清純!いもうと倶楽部

### テレビ出演
- テレビ朝日 「奇跡の扉 TVのチカラ」再現VTR

### CM
- 阪急不動産 宝塚山手台（2010年2月）